# کانتا تسونیاما
کانتا تسونیاما (انگلیسی: Kanta Tsuneyama؛ زادهٔ ۲۱ ژوئن ۱۹۹۶) بدمینتون‌باز اهل ژاپن است.